# Municipio de Columbus (condado de St. Clair)
El municipio de Columbus (en inglés: Columbus Township) es un municipio ubicado en el condado de St. Clair en el estado estadounidense de Míchigan. En el año 2010 tenía una población de 4070 habitantes y una densidad poblacional de 42,54 personas por km².

## Geografía
El municipio de Columbus se encuentra ubicado en las coordenadas 42°51′34″N 82°40′59″O / 42.85944, -82.68306. Según la Oficina del Censo de los Estados Unidos, el municipio tiene una superficie total de 95.67 km², de la cual 94.9 km² corresponden a tierra firme y (0.8%) 0.77 km² es agua.

## Demografía
Según el censo de 2010, había 4070 personas residiendo en el municipio de Columbus. La densidad de población era de 42,54 hab./km². De los 4070 habitantes, el municipio de Columbus estaba compuesto por el 96.76% blancos, el 0.37% eran afroamericanos, el 0.59% eran amerindios, el 0.42% eran asiáticos, el 0.02% eran isleños del Pacífico, el 0.64% eran de otras razas y el 1.2% pertenecían a dos o más razas. Del total de la población el 1.57% eran hispanos o latinos de cualquier raza.